# Clubber Lang
James «Clubber» Lang es el personaje ficticio que encarna Mr. T en Rocky III. Clubber Lang es un rudo boxeador afroestadounidense, que hace el papel de antagonista en Rocky III. Clubber se convierte en el máximo aspirante al título de campeón de Rocky Balboa.

## Biografía
Poco se sabe acerca de Clubber Lang. Según su biografía en Rocky: The Ultimate Guide, Clubber Lang quedó huérfano a temprana edad, y pasó la mayor parte de su infancia en las calles de Chicago, orfanatos y centros de menores.
Siendo adulto, Clubber fue enviado a prisión por cinco años acusado de un delito de asalto. Durante ese tiempo en la cárcel, Lang descubrió que el boxeo sirve como una manera de dejar salir sus frustraciones. Agresivo e inmisericorde, Clubber llegó incluso a matar a otro presidiario a golpes. Tras su salida de la cárcel comenzó a internarse dentro del boxeo profesional.

### Rocky III
En unas imágenes que sirven de introducción se observa a Clubber derrotando a varios oponentes; se muestra que Clubber es un boxeador agresivo, rudo e inmisericorde, que no siente ningún respeto por las reglas. Pronto comienza a destacar y se convierte en el aspirante número uno al título.
Mientras tanto, el campeón de los pesados, Rocky Balboa (Sylvester Stallone), defendía su título exitosamente ante varios rivales. Durante la presentación de una estatua en honor a Rocky en el Museo de Arte de Filadelfia, Rocky anuncia su retirada del boxeo. Clubber, que estaba presente, acusa a Rocky de ser un cobarde que no quiere enfrentarse a oponentes de verdad; Rocky en un principio ignora a Clubber, pero cuando este insulta a  la esposa de Balboa, Adrian, Rocky decide aceptar su desafío.
En el día del combate, Clubber provoca a Rocky en los aledaños del ring, empujando a su mánager, Mickey Goldmill (Burgess Meredith), provocándole un infarto. Durante la presentación de los contendientes, Apollo Creed (Carl Weathers) se dispone a saludar a Clubber, pero este lo insulta y lo provoca.
Desde que da comienzo la pelea, Rocky comienza a verse dominado por Clubber, mientras Rocky no puede dejar de pensar en Mickey. Clubber termina noqueando a Rocky en el segundo asalto y se convierte en el nuevo campeón de los pesados.
Rocky, que comienza a entrenar con el propio Apollo, le pide la revancha a Clubber, el cual se la concede. Llegado el día del combate, Rocky acude acompañado de Apollo. En el combate, Rocky intenta una nueva estrategia intentando mantener la distancia con Clubber y poniendo en práctica todo lo que ha aprendido con Apollo. Clubber comienza a cansarse tratando de golpear a Rocky con todas sus fuerzas, el cual comienza a provocarlo para que Clubber se frustre y pierda la cordura. Aprovechando el cansancio y las equivocaciones de su oponente, Rocky consigue conectar una serie de golpes decisivos, dejando fuera de combate a Clubber en el tercer asalto y recuperando el título de campeón.

## Curiosidades
- El papel de Clubber Lang fue el primer papel importante que obtuvo el actor Mr. T. Su popularidad le permitió protagonizar la serie Los Magníficos, (El Equipo A en España) e incluso el afamado boxeador Mike Tyson se vistió como Clubber Lang en un programa televisivo estadounidense.[1]